# قره‌گوزلو سفلی
قره‌گوزلو سفلی، روستایی از توابع بخش مرکزی شهرستان کنگاور در استان کرمانشاه ایران است.

## جمعیت
این روستا در دهستان قزوینه قرار دارد و براساس سرشماری مرکز آمار ایران در سال ۱۳۸۵، جمعیت آن ۴۲۳ نفر (۹۹خانوار) بوده‌است.مردم این روستا کرد هستند.